# ФК Униря (Урзичени)
ФК Униря Урзичени (на румънски: FC Unirea Urziceni) е нефукциониращ румънски футболен клуб от Урзичени, югоизточна Румъния. Шампион на страната за сезон 2008-09 и участник в груповата фаза на Шампионска лига 2009-10.

## История
Футболният клуб е основан през 1954 г. и дълго време се състезава в долните дивизии на румънския футбол. През сезон 1988-1989 завършва втори в трета дивизия и за първи път в историята си влиза във Втора лига.
Клубът е поет от нов собственик през 2002. Разширява се капацитетът на стадиона, който се и ремонтира основно. Резултатите не закъсняват когато през 2006 Униря за първи път влиза в най-високото ниво на румънския футбол Лига I. За треньор е назначен дългогодишния национал на Румъния Дан Петреску. През дебютния си сезон 2006-07 в елита, клубът завършва на 10-о място. Следващия сезон прогресът се затвърждава с пето място и достигане до финала за Купата на Румъния.
През сезон 2008-09 Униря Урзичени постига най-големия успех в историята си, ставайки шампион на Румъния едва в третия си сезон в елита.
През 2010 главният спонсор на отбора се оттегля и са продадени почти всички играчи на отбора. Заради това след края на сезон 2010-11 клубът изпада.
През юли 2011 собственикът на „Униря“ Димитру Букшару не попълва лиценза на отбора за да играе в Лига II и решава да не записва отбора в никоя дивизия. Малко след това отборът се разпада.